# Кінгстон (Вісконсин)
Кінгстон (англ. Kingston) — селище (англ. village) в США, в окрузі Ґрін-Лейк штату Вісконсин. Населення — 281 особа (2020).

## Географія
Кінгстон розташований за координатами 43°41′37″ пн. ш. 89°7′53″ зх. д. / 43.69361° пн. ш. 89.13139° зх. д. (43.693544, -89.131366).  За даними Бюро перепису населення США в 2010 році селище мало площу 3,99 км², з яких 3,42 км² — суходіл та 0,57 км² — водойми.

## Демографія
Згідно з переписом 2010 року, у селищі мешкало 326 осіб у 139 домогосподарствах у складі 88 родин. Густота населення становила 82 особи/км².  Було 148 помешкань (37/км²).
Расовий склад населення:
| - 98,5 % — білих - 0,3 % — чорних або афроамериканців - 1,2 % — осіб інших рас |

До двох чи більше рас належало 0,0 %. Частка іспаномовних становила 2,8 % від усіх жителів.
За віковим діапазоном населення розподілялося таким чином: 23,3 % — особи молодші 18 років, 61,1 % — особи у віці 18—64 років, 15,6 % — особи у віці 65 років та старші. Медіана віку мешканця становила 39,8 року. На 100 осіб жіночої статі у селищі припадало 115,9 чоловіків;  на 100 жінок у віці від 18 років та старших — 111,9 чоловіків також старших 18 років.
Середній дохід на одне домашнє господарство  становив 65 819 доларів США (медіана — 50 000), а середній дохід на одну сім'ю — 67 565 доларів (медіана — 63 500). Медіана доходів становила 36 364 долари для чоловіків та 29 688 доларів для жінок. За межею бідності перебувало 22,3 % осіб, у тому числі 39,1 % дітей у віці до 18 років та 8,9 % осіб у віці 65 років та старших.
Цивільне працевлаштоване населення становило 154 особи. Основні галузі зайнятості: виробництво — 19,5 %, будівництво — 15,6 %, публічна адміністрація — 10,4 %, мистецтво, розваги та відпочинок — 9,7 %.